# 4714 Toyohiro
4714 Toyohiro este un asteroid din centura principală, descoperit pe 29 septembrie 1989 de Tetsuya Fujii și Kazuo Watanabe.